# Fall in Line
Singles par Christina Aguilera
Accelerate (en)
(2018) Like I Do (en)
(2018)
Singles par Demi Lovato
I Believe (en)
(2018) Solo
(2018)
Fall in Line est une chanson de Christina Aguilera sortie le 16 mai 2018. Il s'agit du deuxième single extrait de son huitième album studio Liberation. Elle l'interprète avec la chanteuse Demi Lovato.
Christina Aguilera et Demi Lovato sont nommées au Grammy Award de la meilleure prestation vocale pop d'un duo ou groupe lors de la 61e cérémonie des Grammy Awards. Le prix est remporté par Lady Gaga et Bradley Cooper pour la chanson Shallow.

## Classements
| Classement (2018)                              | Meilleure position |
| ---------------------------------------------- | ------------------ |
| Belgique (Flandre Ultratip Bubbling Under 100) | Tip                |
| Canada (Hot 100)                               | 97                 |
| Canada (Digital Songs)                         | 29                 |
| Écosse (OCC)                                   | 56                 |
| Espagne (Digital Single Top 50)                | 21                 |
| États-Unis (Bubbling Under Hot 100)            | 1                  |
| États-Unis (Digital Songs)                     | 17                 |
| Grèce (IFPI Greece)                            | 37                 |
| Royaume-Uni (UK Singles Chart)                 | 99                 |
| Suisse (Schweizer Hitparade)                   | 86                 |